# 서울 탱고
《서울 탱고》는 1998년 3월 2일부터 1998년 8월 14일까지 방영된 SBS 일일드라마이다.

## 기획 의도
어려울수록 강해지는 소시민들의 삶에 대한 애착과 내일에 거는 희망들을 명랑하게 그리는 드라마

## 등장 인물
- 김무생 : 조평달 역
- 박정수 : 김애실 역
- 송재호 : 조팔남 역
- 이응경 : 공금숙 역
- 이영하 : 마동수 역
- 배종옥 : 장두희 역
- 윤유선 : 조하영 역
- 이두일 : 한도일 역
- 이훈 : 장원호 역
- 차태현 : 장재호 역
- 이주영 : 조민영 역
- 김규리 : 마시내 역
- 이한수 : 복창만 역
- 조인표 : 고상우 역
- 황미선 : 소진희 역
- 최란 : 기경숙 역
- 신소미 : 오지혜 역
- 윤지영 : 정경미 역
- 이원발 : 최달구 역
- 김영옥 : 동수 어머니 역
- 공형진
- 김희정
- 정욱
- 성창훈
- 장은비
- 김영철
- 고미영
- 양은용
- 조선주
- 편일태
- 이은희
- 김민경
- 송희아
- 신은정
- 송지은
- 신현숙
- 박성혜
- 김주혁
- 조권탁
- 김미희
- 방경림
- 박윤현
- 박미영
- 황정미
- 이진아
- 김병옥
- 박건식

## 참고 사항
- SBS가 9시 20분에 편성된 <순풍산부인과>를 통해 일일시트콤을 부활시키면서[2] SBS 일일드라마는 해당 작품부터 <해 뜨는 집>까지 월~금 8시 55분에 방송됐다.
- 10% 안팎의 저조한 시청률 외에도 광고 비수기 시점에서의 경쟁사 뉴스 프로그램의 협공으로 인해 광고가 단 한 개만 붙는 굴욕을 맛보았다.[3]